# The Other Side of Summer
 The Other Side of Summer è un singolo del cantautore inglese Elvis Costello, estratto dall'album Mighty Like a Rose, del 1991.

## Descrizione
Nel brano musicale The Other Side of Summer, il cantautore cita nel testo dei riferimenti a John Lennon e, in particolar modo, il suo brano Imagine di cui dice "Was it a millionaire who said, 'Imagine no possessions?". Costello, riferendosi a Imagine, afferma che il brano sia tra i peggiori scritti da Lennon. In generale, secondo  allmusic, il testo di The Other Side of Summer è tra i più astiosi tra quelli scritti da Costello, con una vena satirica nei confronti della musica stile Beach Boys.
Nel tentativo di ottenere uno stile simile al Wall of Sound, la registrazione venne effettuata con due bassi, due chitarre e 14 tracce di tastiera.

## Tracce
1. The Other Side Of Summer – 3:55 (Macmanus)
2. Couldn't Call It Unexpected No. 4 – 3:48 (MacManus)
3. The Ugly Things – 2:53 (Nick Lowe)